# 2025년 세계 양궁 선수권 대회
2025년 세계 양궁 선수권 대회()는 2025년 9월 5일부터 9월 12일까지 대한민국 광주광역시에서 열릴 제53회 세계 양궁 선수권 대회이다.